# Cantó de Ferney-Voltaire
El cantó de Ferney-Voltaire era una divisió administrativa francesa del departament de l'Ain. Comptava amb 8 municipis i el cap era Ferney-Voltaire. Va desaparèixer el 2015.

## Municipis
- Ferney-Voltaire
- Ornex
- Prévessin-Moëns
- Saint-Genis-Pouilly
- Sauverny
- Sergy
- Thoiry
- Versonnex

## Història
| Data d'elecció                           | Identitat           | Partit           | Qualitat |
| ---------------------------------------- | ------------------- | ---------------- | -------- |
| 1945-1959                                | Albert Hecler       | radical          |          |
| 1959-1985                                | Roland Ruet         | RI, després UDF  |          |
| 1985-1998                                | Pascal Meylan       | UDF-DL           |          |
| 1998-2011                                | Jocelyne Boch       | UDF, després UMP |          |
| 2011-2015                                | Jean-Paul Laurenson | Divers gauche    |          |
| les dades anteriors no són pas conegudes |                     |                  |          |
|                                          |                     |                  |          |

## Demografia
| A partir de 1990: Població sense dobles comptes |